# Sasamón
Sasamón – gmina w Hiszpanii, w prowincji Burgos, w Kastylii i León, o powierzchni 113,11 km². W 2011 roku gmina liczyła 1144 mieszkańców.